# Ковера
Ко́вера (карел. Koveri) — посёлок в составе Коверского сельского поселения Олонецкого национального района Республики Карелия.

## География
Расположен на берегу реки Терга, в 20 км к северу от административного центра Олонецкого района — города Олонца, и в 120 км к югу от столицы Республики Карелия — города Петрозаводска.

## Памятники истории
В посёлке в 1993 г. установлен памятник советским воинам, погибшим в финском концентрационном лагере, располагавшемся в Ковере в годы Советско-финской войны (1941—1944).
В 1993 г. на месте финского лагеря в Ковереfi для солдат из штрафного батальона "Пярми", не желавших воевать с Советским Союзом (преимущественно членов общества дружбы с СССР и коммунистов), была установлена мемориальная доска.

## Памятники природы
В 0,4 км на запад от посёлка расположен государственный региональный болотный памятник природы — Болото Терга площадью 44,0 га, типичный природный комплекс Олонецкой равнины.
В 0,8 км на восток от посёлка расположен государственный региональный болотный памятник природы — Болото Ковера площадью 14,0 га.

## Население
| 2002 | 2009 | 2010 | 2013 |
| ---- | ---- | ---- | ---- |
| 521  | ↗524 | ↘394 | ↗399 |

## Климат
Климат умеренно континентальный. Зимний период продолжительный и морозный. Средние температуры января составляют −16…-18 градусов. Снежный покров формируется в начале ноября и достигает максимальной величины к началу марта, высота покрова составляет 55-65 см.
Весной наблюдается относительное затишье в циклонической активности, что приводит к установлению сухой и ясной погоды. Лето непродолжительное, умеренно тёплое. Прогноз погоды в этот период предупреждает о частых, но непродолжительных осадках. Температуры июля в среднем составляют +16…+17 градусов. Абсолютный максимум был зарегистрирован на отметке + 36,8. Большая влажность обусловлена наличием озёр, рек и заболоченных мест.
| Средняя месячная температура воздуха |        |         |      |        |      |       |       |        |          |         |        |         |
| Месяц                                | Январь | Февраль | Март | Апрель | Май  | Июнь  | Июль  | Август | Сентябрь | Октябрь | Ноябрь | Декабрь |
| Температура С°                       | -9.2   | -8.7    | -4.2 | +3.0   | +9.6 | +14.5 | +16.8 | +14.5  | +9.6     | +4.0    | -3.3   | -7.8    |

## Улицы
- ул. 60-летия Великого Октября
- ул. Болотная
- ул. Гагарина
- ул. Калинина
- ул. Лесная
- ул. Набережная
- ул. Олонецкая
- ул. Пушкина
- ул. Садовая
- ул. Урицкого

## Фотогалерея

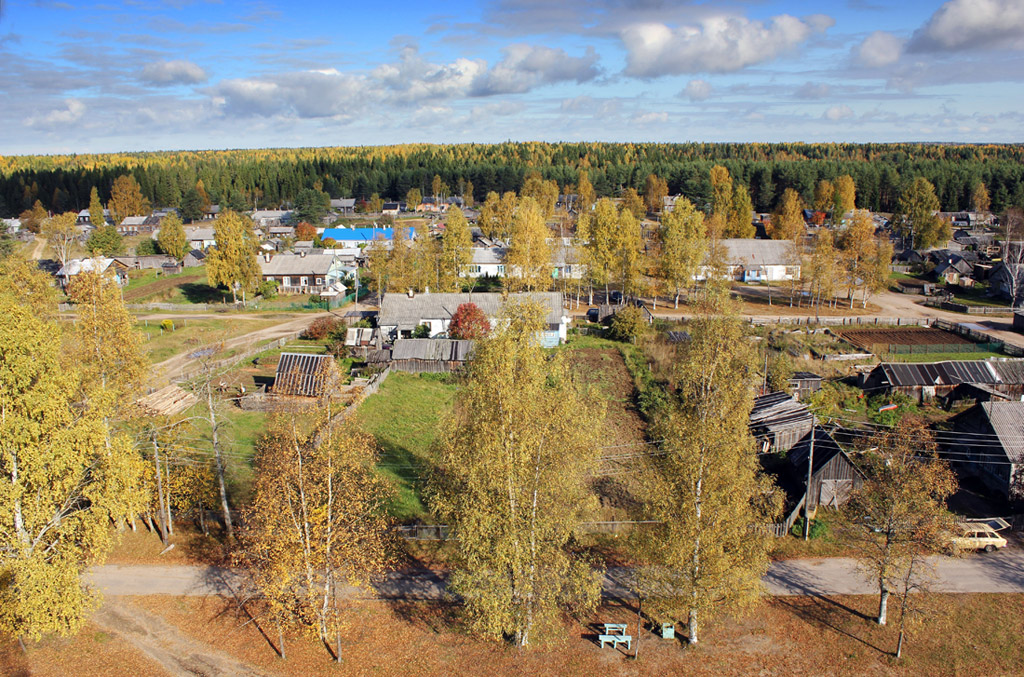
Ковера
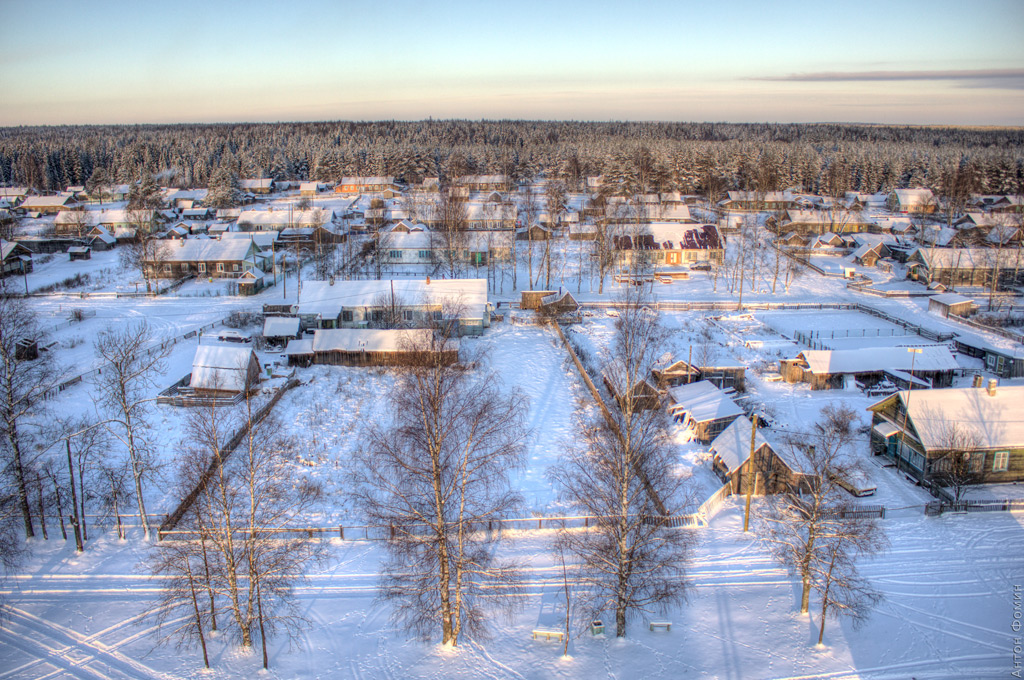
Ковера зимой